# 49106 Janry
49106 Janry este o planetă minoră (asteroid) din centura de asteroizi. A fost descoperită pe 16 septembrie 1998 la Caussols de OCA-DLR Asteroid Survey⁠(d). 
Obiectul prezintă o orbită caracterizată de o semiaxă mare de 2,6028001279816 UAi, o excentricitate de 0,14998057225655, o înclinație de 4,510967912628 ° în raport cu ecliptica.